# Cherie Priest
Cherie Priest (Florida, 1975. július 30. –) amerikai sci-fi és horror szerző és blogger.

## Élete
1993-ban végzett a Forest Lake Academy-n Apopka-ban.

## Munkássága
2003-ban jelent meg első regénye a Four & Twenty Blackbirds a 2009-es Boneshakerregényét nevezték a Nebula-díjra, a Hugo-díjra és a Locus-díjra egyaránt, de csak az utóbbit sikerült megnyernie.

### Regényei
- Four and Twenty Blackbirds, 2003
- Wings to the Kingdom, 2006
- Dreadful Skin, 2007
- Not Flesh Nor Feathers
- Fathom, 2008
- Those Who Went Remain There Still, 2008
- Boneshaker, 2009
- Clementine, 2010
- Dreadnought, 2010

## Magyarul
- Bányarém; ford. Rusznyák Csaba; in: Zsiványok; szerk. George R. R. Martin, Gardner Dozois; Fumax, Bp., 2015

## Fordítás
- Ez a szócikk részben vagy egészben  a   Cherie Priest című angol Wikipédia-szócikk fordításán alapul.  Az eredeti cikk szerkesztőit annak laptörténete sorolja fel. Ez a jelzés csupán a megfogalmazás eredetét és a szerzői jogokat jelzi, nem szolgál a cikkben szereplő információk forrásmegjelöléseként.